# نظام اعتماد كتابة السيناريو لرابطة الكتاب الأمريكيين
يُغطي نظام اعتماد رابطة الكُتاب الأمريكية للصور المتحركة والبرامج التلفزيونية جميع الأعمال التي تقع تحت سُلطة رابطة الكُتاب الأمريكية في الشرق ورابطة الكُتاب الأمريكية في الغرب. منذ عام 1941 كانت نقابة الكُتاب الأمريكية هي الحكم النهائي لمن يحصل على الفضل في الكتابة المسرحية والصور المتحركة والبرامج التلفزيونية أو وسائل الإعلام الحديثة المُحررة ضمن نطاق اختصاصها.
يحتوي النظام على قواعد عن كيفية احتساب فواتير الكُتاب أثناء الاعتمادات، يمكن تقديم مجموعة متنوعة من نماذج الاعتماد للإشارة إلى الجوانب الفنية مثل ما إذا كان الكاتب قد ساهم في كتابة مواد المصدر الأصلي أو الترتيب الزمني للمساهمين الذين يعملون على مسودات مختلفة أو إذا ما كانت هنالك فرق في الكتابة منذ البداية. وجوب مساهمة الكتاب على الأقل بنسبة ثلاثة وثلاثون بالمئة في كتابة السيناريو الأخير ليحصلوا على الفضل وفقط عدد معين من الكتاب يمكنهم الحصول على الاعتماد.
تتضمن عملية تحديد أرصدة الشاشة أولاً قيام شركة الإنتاج بتقديم الاعتمادات المقترحة؛ ثلث هذه الاعتمادات يتم اعتراضها واحالتها للتحكيم.
تطلب هذه العملية من كل الأطراف المشاركة في الكتابة تقديم ادلة وإفادات لتساعد على تحديد مقدار العمل النهائي الذي قام به كل كاتب.
رغم ذلك تم انتقاد العديد من قرارات التحكيم من قبل أعضاء رابطة التحكيم الامريكية وتتضمن العملية كيفية التعامل مع المصادر الموجودة التي تم اقتباسها وعرضها على الشاشة أو إذا ما كان يمكن لكُتّاب مسودة معينة الحصول على الاعتماد الكامل حتى بعد طرح جميع أفكارهم بالكامل في المسودات اللاحقة.

## خلفية

### منطقية
تُؤثر اعتمادات الكتابة على الميسرة المهنية للكُتاب كما انها تُؤثر على سمعتهم وعضويتهم في رابطة الكُتاب.
يقوم الكُتاب بالمقايضة على سمعة أسمائهم، قال أول رئيس لنقابة كُتاب السيناريو جون هوارد لوسون أن اسم الكاتب هو أعز ما يملك وشخصيته الإبداعية هي رمز يجسد أفكاره وخبراته، عدم توثيق اسم الكاتب واعتماده في قائمة أسماء المشاركين في صُنع العمل لن تُكلف الكاتب حقوقه المادية فقط؛ بل ستعيق إيجاد أعمال مستقبلية ويعتمد هذا على نجاح الفيلم ويُمكن للكاتب الحصول على مكافأة إذا تواجدت أسمائهم في اعتمادات الفيلم، حيث إن الأفلام غالبًا ما يكون بها عدة كُتاب مساهمين أكثر مما تظهره الاعتمادات.
يمكن أن يؤثر نظام الاعتماد على أهلية العضو في نقابة العمال حيث إن إحدى الطرق التي يصبح بها الشخص عضواً في نقابة الكُتاب الأمريكية. هي عن طريق جمع نقاط بناءً على الاعتمادات الكتابية للفرد. ويتم تجميع النقاط ايضًا من خلال توظيفهم أو البيع أو الاختيار لشركة وهي صفقة موقعة يتم إبرامها كل ثلاث سنوات بين نقابة الكُتاب الأمريكية ومجموعة من الأستوديوهات وشركات الإنتاج حيث توافق الشركات على حد معين من الرسوم والمزايا لكُتاب النقابة يتم التفاوض عليها من قبل نقابة الكٌتاب الامريكية.
نظام اعتماد رابطة كُتاب السيناريو
بذلت الصناعة المبكرة جهودًا لمنع الكُتاب من الانضمام إلى النقابات. على الرغم من انه تم إنشاء نقابة كُتاب السيناريو في عام 1933 إلا انها واجهت اعتراضات حتى شهر مايو عام 1941. عندما وقعت النقابة صفقة مع الأستوديوهات حصلت النقابة على حق كتابة الاعتمادات النهائي، كان يُنظر إلى الاتفاقية على أنها ضعيفة لأنها شملت الكُتاب الأدنى اجرًا وكانت الاعتمادات لا تزال تمٌنح بشكل غير عادل في عصر التعاون الإلزامي عندما وظفت الأستوديوهات اعدادًا كبيرة من الكُتاب المستقلين في المشاريع. في هذه المرحلة تم تحديد الحاجة الى مساهمة الكُتاب بنسبة ثلاثة وثلاثون بالمئة من النص النهائي مما أدى الى استبعاد الكثير من الاعتمادات في الانتاجات التي قامت بكتابتها النقابة، من ناحية أخرى كان الكُتاب الأعلى اجرًا محترمون دائمًا وكان بإمكانهم في كثير من الأحيان اختيار العمل بمفردهم بسبب مكانتهم.

## عملية الاعتمادات
يحق لجميع الكُتاب في المشروع معرفة من كتب ايضًا في هذا المشروع بموجب ماجستير إدارة الاعمال يُطلب من فريق الإنتاج اخبار جميع الكُتاب الجدد الذين سبقوهم وعلى العكس من ذلك يجوز للكاتب ان يطلب من فريق الإنتاج أسماء من ساهموا من بعده ويتحمل الكُتاب أيضًا مسؤوليات التأكد من اطلاعهم وإبلاغ الكُتاب الآخرين في نفس المشروع أنهم يعملون من أجله؛ يجب عليهم أيضًا تقديم عقدهم إلى النقابة المناسبة خلال أسبوع من استلامه، بالنسبة للإنتاج التلفزيوني للفيلم سينمائي تزيد مدته عن تسعين دقيقة يجب على شركة الإنتاج إبلاغ جميع الكُتاب الذين يتابعونها كتابيًا.
ينص ماجستير إدارة الاعمال أيضًا على أن شركة الإنتاج يجب أن تزود جميع الكُتاب المشاركين - أي شخص ساهم أو عُيَّن للمساهمة في مادة مكتوبة؛ أي شخص تم الدفع له مقابل المواد المكتوبة السابقة سواء تم شراؤها أو ترخيصها؛ أو شخص ساهم بأي من الطرق المذكورة أعلاه في النص الأصلي، في حالة النسخة الجديدة – وإخطار نقابة الكُتاب بالاعتمادات المؤقتة، إعطاء جميع الكُتاب المشاركين نسخة من نص التصوير أو أحدث نص منقح فور إنهاء التصوير، يحق لأي كاتب مشارك حتى المتوفى المشاركة في عملية تحديد الاعتماد (عن طريق ممثل مثل الوكيل)؛ قد يحصل ما يصل إلى ثلاث كُتاب أو فريقين من الكُتّاب في السينما وثلاثة فرق من الكُتّاب في التلفزيون على رصيد مقابل الإنتاج.
يحق لنقابة الكُتاب الاحتجاج على الاعتمادات المقترحة لأي شركة بغض النظر عما إذا كان الكُتاب يفعلون ذلك ام لا.
لكي يتم تحديد الاعتمادات يجب على الكُتاب الاحتفاظ بنسخ من جميع الاعمال المنجزة ويقدم نسخًا إلى نقابة الكُتاب فور الانتهاء من الاعمال.
يتم احتساب النصوص بالإضافة الى أفكار القصة الجوهرية والمواد الأدبية الأخرى في قرارات الاعتماد.
عندما يكون هناك أكثر من كاتب مشارك في الإنتاج يحق لجميع المشاركين الاتفاق بالإجماع فيما بينهم على من منهم سيحصل على الاعتمادات الكتابية على الشاشة وبأي شكل طالما ان النموذج المتفق يلبي المتطلبات.
ينص ماجستير إدارة الاعمال أيضًا على أن النموذج المتفق عليه لا يجوز اقتراحه أو توجيهه من قبل شركة الإنتاج.
تفترض نقابة الكُتاب أن أي كاتب يملك حق الوصول إلى جميع المواد المكتوبة مسبقًا للمشروع خلال فترة التوظيف مما يسلط الضوء على الاعتمادات التي تم اعطاؤها للكُتاب سابقًا الذين تم ازالتهم من المشاريع.
المواد التي تم استخدامها للبحث لا يتم اعتمادها ولكن مواد المصدر التي تم تعريفها من قبل رابطة الكُتاب يتم اعتمادها.
الاعتماد المناسب لاستخدام مواد المصدر هو أي شي يوضح طبيعة العلاقة بين مواد المصدر والنص النهائي.
بمجرد أن يتلقى الكاتب إشعار الاعتمادات المؤقتة والنص النهائي يمكنه إما الموافقة على الاعتمادات المؤقتة للإنتاج وفي هذه الحالة لا يفعل شيئًا أو يمكنه مناقشة الاعتمادات مع الكُتاب الاخرين من خلال نقابة الكُتاب ويمكنهم تحدي الاعتمادات المؤقتة خلال فترة زمنية معينة.
إذا اختلف أحد الكُتاب المشاركين مع الاعتمادات وكان هناك مشاركين آخرين يجب على مسؤول الاعتمادات أن يبذل جهده في ترتيب لقاء فيما بينهم لكي يتوصلوا إلى اتفاق قبل طلب التحكيم.

## نماذج الاعتمادات
فِرق
يتم التعامل بشكل مختلف فيما يتعلق بالاعتمادات للفرد وللفريق، عرفت رابطة الكُتاب الأمريكية فريق من الكُتاب أنه كاتبان تم تعيينهما في نفس الوقت تقريبًا لنفس المادة ولنفس الفترة الزمنية تقريبًا ويعتبر عمل الكاتبين مساهمة مشتركة لا يعود الفضل فيها إلى أحدهما فقط دون الاخر.
لغرض الاعتمادات يجب على أحد الكُتاب أن يشكك علنًا في تعيين مساهماتهم كجزء من الفريق في الوقت الذي يتم فيه تسليم العمل لرابطة الكُتاب الأمريكية إن أرادوا أن يتم اعتمادها بطريقة أخرى، يمكن أن يتم اعتماد الفريق بطرق اخرى مثل استخدام علامة العطف.
تكون اعتمادات الفريق أكثر تعقيدًا عندما يتم تعيين أحد أعضاء الفريق ككاتب إضافي: يجب على كِلا الكاتبين في الفريق تشكيل اتفاقية للسماح للكاتب الإضافي بالحصول على الاعتماد المشترك.
كُتب بواسطة
اعتماد "كُتب بواسطة" هو اعتماد لأجل الذين يحق ان يقوموا بنسب كلا من القصة والنص والعناصر التطبيقية، باستثناء عندما يكون هناك مواد مصدر لطبيعة القصة، ولكن بعض القيود على منتجي ومخرجي العمل الذين يحصلون على اعتمادات كتابية لا سيما انهم لا يستطيعون الحصول على اعتماد القصة والسيناريو والعرض التلفزيوني ما لم يكن هناك كُتاب اخرون أو يتم اتخاذ القرار للتحكيم وأنه يجب إخطار نقابة الكُتاب بفريق الكتابة الذي ينوي المطالبة بالاعتمادات الذي يضم مخرج ومنتج وأطراف آخرين ليس علاقة بالإخراج والإنتاج قبل الشروع في العمل معًا، عادةً ما يمنح اعتماد الكُتاب لكُتاب البرامج الترفيهية المتنوعة وعروض مشاركة الجمهور.
السيناريو بواسطة
يمكن ايضًا استخدام اعتماد "السيناريو بواسطة" عندما يكون كُتاب القصة والسيناريو أو في ظروف مشابهة لاعتماد عرض السيناريو (في حال لم يكن العمل أصليًا أو بإضافة اعتماد قصة الشاشة)، لا يمكن مشاركة أكثر من كاتبين إلا في الحالات التحكيمية  ومن التحكيم يمكن منح اعتمادات السيناريو لثلاثة كُتاب فرديين أو فريقين من الكُتاب لغرض التحكيم يجب على الكاتب المساهمة بنسبة ثلاثة وثلاثين بالمئة من النص النهائي لكي يحصل على اعتماد السيناريو ويجب على الكُتاب الذين لم يكتبوا النص الأصلي ان يُساهم بأكثر من خمسين بالمئة ليحصل على الاعتماد.
تعترف نقابة الكُتاب الأمريكيين بصعوبة تحديد هذه النسب.
القصة بواسطة
ماجستير إدارة الأعمال يصف القصة بأنها متميزة عن (السيناريو والعروض التلفزيونية) وتتضمن سرد رئيسي لفكرة أو موضوع أو مخطط تفصيلي يشير إلى تطور الشخصية والحركة، يستخدم اعتماد القصة بواسطة عندما يتم تعيين الكاتب لكتابة القصة أو عندما يتم شراء فكرة القصة من قِبل الشركة المُوقعِة لرابطة الكُتاب الأمريكية أو عندما يصبح النص يستند إلى قصة تكميلية ابتكرها الكاتب تحت سلطة نقابة الكتاب الامريكية.
لا يمكن مشاركة اعتماد "القصة بواسطة" بين أكثر من كاتبين بالسينما وثلاث كتاب بالتلفزيون ولربما تكون القصة مكتوبة بأشكال أدبية مختلفة بما في ذلك المعالجة السينمائية.
يتم استخدام اعتماد "القصة بواسطة أو قصة تلفزيونية بواسطة" لكاتب السيناريو عندما يعتمد عملة على مصدر المادة والقصة كما تم تعريفها بواسطة رابطة الكُتاب الأمريكية. اعتماد الكُتاب لا يمكن مشاركته بين أكثر من كاتبين ولا يمكن التعامل مع اعتماد "القصة بواسطة" إلا من خلال التحكيم، قد يحصل كاتب المصدر لقصة على اعتماد المادة المصدر.
حقوق الانفصال
يتمتع التلفاز أيضًا باعتماد أُشيِئ واعتُمِد بموجب هيكل ائتماني يُعرف بالحقوق المنفصلة، سيكون الكُتاب الذين يحق بهم الإنشاء بالاعتمادات قد طوروا جزءًا كبيرًا من التنسيق والقصة والتلفزيون وسوف يحصلون على تكملة للمادة، يُمنح اعتماد تم إنشاء بواسطة في كل حلقة بينما يتم منح الاعتمادات التي تم إنشاؤها للتلفزيون فقط على الحلقات التي ساهم الكاتب بكتابة موادها بشكل صريح.
نماذج أخرى
الاعتمادات الكتابية الأخرى يمكن استخدامها هي "السرد الذي كُتب بواسطة" و "استنادا لشخصيات التي انشأها" و "اقتباس بواسطة".
يمكن منح اعتماد "مادة خاصة بواسطة" للكُتاب في بعض اشكال البرامج التلفزيونية عندما يكونون قد ساهموا بمواد مكتوبة غير مؤهلة للحصول على اعتمادات أخرى ولا يوجد عدد محدد للأشخاص الذين قد يحصلون على هذا الاعتماد.
عشرة اعتمادات". وتساءل سكوت مايرز لما لا يمكن اعتماد أكثر من ثلاثة كُتاب.
قائلاً (بعد تحديد الاعتمادات الرسمية للكتابة أو السيناريو لما لا تضاف الاعتمادات في النهاية ثم يتم إدراج جميع الكُتاب الاخرين جميع العامليين في فيلم وأمهاتهم يحصلون على الاعتماد لماذا ليس كل الكُتاب ايضًا)
الهيكل والاستثناءات
في الاعتمادات يتم ترتيب الأسماء عادةً حسب من قام بأكبر قدر من العمل، إذا لم يتم الاتفاق على الترتيب ووجد التحكيم أن جميع الكُتاب ساهموا بالتساوي فسيتم ترتيب الأسماء حسب التسلسل الزمني.
يمكن استخدام اسم مستعار إذا كان الكاتب سيتقاضى أقل من ميتين ألف دولار أمريكي للفيلم أو أقل من ثلاثة اضعاف الحد الأدنى المطبق في ماجستير إدارة الأعمال للتلفزيون.
إذا طلب الكاتب استخدام اسم مستعار خلال خمسة أيام عمل من تحديد الاعتمادات النهائية للفيلم أو خلال إطار زمني محدد مسبقًا للتلفزيون يجب ان يتم تسجيله في نقابة الكُتاب.
يجوز للكاتب الانسحاب من الاعتماد لسبب شخصي قبل تقديم الإشعار المبدئي وإذا لم يوافق الكُتاب الأخرون يتم نقله إلى التحكيم ولا يجوز للكاتب أن ينسحب من الاعتماد بعد التحكيم، يتضمن الانسحاب من الاعتماد فقدان الحقوق في المادة والتعويض عنها واستخدام اسم مستعار لا يزيل هذه الحقوق.

## التحكيم
إذا لم يكن هناك اتفاق على كتابة الاعتمادات، فسيبدأ مسؤول اعتمادات الشاشة في نقابة الكتاب (للفيلم) أو مسؤول اعتمادات التلفزيون (للتلفزيون) إجراءات التحكيم.
يتم اختيار ثلاثة أعضاء من نقابة الكتاب كمحكمين، طالما أنهم ليس لديهم مصلحة في القرار؛ بالنسبة للفيلم فيجب أن يكون الأعضاء إما عضواً لمدة خمس سنوات أو لديهم ثلاث اعتمادات شاشة، بالنسبة للتلفزيون فيجب أن يكونوا أعضاء لمدة عام على الأقل ولديهم ثلاث اعتمادات كتابية على الأقل، يجب أن يكون اثنان على الأقل من الأعضاء المختارين عضوين في لجنتين تحكيم على الأقل من قبل، حيثما أمكن سيتم اختيار الأعضاء الذين هم على دراية بنوع الكتابة المعنية.
يتم الاحتفاظ بهوية المحكمين مجهولة للجميع بما في ذلك المحكمين الاخرين، باستثناء لجنة اعتمادات الشاشة/التلفزيون، قبل اختيار الأعضاء الثلاثة سيتم إرسال قائمة محكمي الشاشة/التلفزيون لجميع الأعضاء المؤهلين إلى جميع الكتاب المشاركين الذين يمكنهم استبعاد عدد معقول من الأسماء الموجودة فيها من الاختيار؛ وسيتم الاختيار من بين الأسماء المتبقية دون سؤال، سيتم تعيين عضو في لجنة اعتمادات الشاشة/التلفزيون لكل قضية تحكيم لتقديم المشورة للمحكمين ومساعدتهم على التوصل إلى قرار يتم التحكيم السينمائي خلال 21 يوم عمل ويتم التحكيم التلفزيوني خلال ثمانية أيام عمل.
يجب أيضا على جميع الكتاب المشاركين والإنتاج التعاون من اللجان والأهم من ذلك خلال تقديم جميع المواد المكتوبة (الأصلية وثلاث نسخ) بدقة للنظر فيها وتدقيق المواد المقدمة. تنصح نقابة الكتاب أيضا جميع الكتاب بتقديم بيان مكتوب إلى لجنة التحكيم، يوضح موقفهم ويفصل مطالبتهم بالائتمان بما يتماشى مع سياسة نقابة الكتاب؛ لا يمكن أن يتضمن البيان أي شي لا علاقة له بالقضية أو إشارة إلى التعويض أو رسائل دعم من أشخاص آخرين أو معلومات عن التطور الذي لن يساعد المحكمين في مراجعتهم التحليلية البحتة.
لدى الكتاب المشاركين 24 ساعة للإدلاء ببياناتهم وهي وسيلتهم الوحيدة لتقديم الأدلة الداعمة إلى المحكمين والنقابة، سيتم قبول البيانات المقدمة متأخرا طالما أنها تأتي قبل اتخاذ القرار، بالتالي يحصل كل المحكمين على اعتمادات الكتابة المؤقتة وأقوال الكتاب وملخص للمسائل التي سيتم تحديدها في القضية وجميع المواد المكتوبة مع السجل زمني ونسخة من الشاشة/دليل الاعتمادات التلفزيونية وطلب إرسال قرارهم إلى مسؤول الشاشة/الاعتمادات التلفزيونية أولاً عبر الهاتف ثم كتابيًا.
تظل تصريحات الكُتاب خاصة من قِبل نقابة الكُتاب الأمريكية، بالإضافة إلى ذلك يتم إخفاء هويات الكُتاب عن المحكمين.
في الحالات التي يوجد فيها شك حول صحة المادة المكتوبة المقدمة، يجوز عقد جلسة استماع قبل التحكيم؛ حيث يقدم كل من الكُتاب شهادة وأدلة فيما يتعلق بتأليف المادة وتسلسلها وشرعيتها، قد تطلب نقابة الكُتاب ايضًا نصًا وصفيًا لفيلم "استمرارية القطع" أو إنتاج نص تلفزيوني إذاعي الذي يجب أن يقدمه الإنتاج إذا كان متاحًا؛ على وجه الخصوص قد يطلب الكاتب من نقابة الكتاب أن تطلب ذلك إذا كانوا يعتقدون أن السيناريو النهائي لا يعكس ما تم تصويره بالفعل، لا يجوز للمحكمين التوصل إلى اتفاق بالإجماع وعندما يحدث ذلك فإنهم يعقدون اجتماعًا عبر الهاتف مع المستشار مع عدم الكشف عن هويتهم لبعضهم البعض، لمناقشة أسباب اختياراتهم في محاولة للتوصل إلى قرار. في حالة عدم وجود قرار بالإجماع في هذه المرحلة يتم قبول قرار الأغلبية. يتم إرسال قرار لجنة التحكيم، بمجرد استلام التأكيد الكتابي من قبل مدير اعتمادات الشاشة/التلفزيون إلى الأطراف المعنية فإنه يجوز للكاتب المشارك بعد ذلك أن يطلب الاستئناف أمام مجلس مراجعة السياسات الداخلي التابع لنقابة الكتاب خلال 24 ساعة من إبلاغ قرار المحكمين إليه. يتكون هذا المجلس من ثلاثة أعضاء من لجنة اعتمادات الشاشة/التلفزيون، بما في ذلك عادةً الرئيس أو نائب الرئيس؛ لا ينبغي لأحد أن يكون له مصلحة في القرار. يعمل مجلس مراجعة السياسة فقط على تحديد ما إذا كان هناك أي "انحراف خطير عن سياسة النقابة أو الإجراء كما هو منصوص عليه في [دليل اعتمادات الشاشة/التلفزيون]" من خلال عملية التحكيم ولا تقرأ أيًا من المواد المكتوبة المقدمة ولا تحكم على مساهمات الكتاب. يجوز لمجلس مراجعة السياسات إلغاء قرار التحكيم، ولكن فقط في حالة انتهاك السياسة المتعلقة باتخاذ القرار؛ إذا وجدوا ذلك، فقد يُطلب من المحكمين إعادة النظر، أو اختيار لجنة تحكيم جديدة. في حالة إعادة كتابة السيناريو بعد اتخاذ قرار الاعتمادات النهائي، يجوز إعادة فتح التحكيم خلال 48 ساعة من التغييرات النهائية. انتقد أعضاء رابطة الكُتاب الأمريكية كيفية تعامل العملية مع المواد الموجودة، مثل الكتاب الذي تم تعديله لفيلم. تشير مراسلة نيويورك تايمز ميشيل ويلينز إلى أن الكاتب الأول الذي يعمل في مثل هذا المشروع سيكتب العناصر الأكثر سينمائية للقصة، لكن الفرق الأخرى التي تعمل لاحقًا على السيناريو قد تبني عملها على النص الأصلي، بدلاً من المسودة الأولى.. قال باري ليفينسون، مخرج فيلم Wag the Dog""، والمتنازع حول اعتماد كتابة السيناريو للفيلم (الذي تم اقتباسه من رواية): إذا ابتكر الكاتب فكرة من الصفر، فهذا شيء واحد. حتى لو تم تسليم السيناريو لكتاب آخرين وإعادة كتابته، فإن هذا الكاتب الأول خلق بذور تلك الفكرة ويجب أن يحظى ببعض الاحترام. لكن بالنسبة لسيناريو من كتاب، فالأمر مختلف. حتى لو بقي القليل من الجهود الأولية في النص النهائي، فغالبًا ما يتم منح الكتاب الأصليين الفضل لأنهم كانوا أول من ظهر على الساحة.  

## صراعات ملحوظة
قال فرانك بيرسون، رئيس رابطة الكتُاب الأمريكية الغربية السابق (والرئيس السابق لأكاديمية فنون وعلوم الصور المتحركة)، إن "الغالبية العظمى من الاعتمادات لا تزال واضحة ولا جدال فيها لكن عندما تخطئ، فإنها تخطئ بشكل فظيع." قال الكاتب والمخرج فيل ألدن روبنسون إنه "لا يمكن لأحد أن يثق في الاعتماد الكتابي. لا أحد يعلم من كتب الفيلم حقًا". من عام 1993 إلى عام 1997، كان هناك 415 تحكيمًا، أي حوالي ثلث عدد الأفلام التي تم تقديم الاعتمادات لها. عندما تم تعديل فيلم الخوف والكراهية في لاس فيغاس للمخرج هانتر إس تومسون الذي تم تبنيه لعرضه على الشاشة، كتب ألكيس كوكس وتود دايفس التعديل الأولي. عندما تم إحضار تيري جيليام لإخراج الفيلم، أعاد كتابته مع توني جريسوني. نفت رابطة الكُتاب الأمريكية في البداية أي إعتماد لجيليام وجريسوني على الرغم من أن غيليام ادعى أنه لم يبق أي شيء من التعديل الأصلي في الفيلم النهائي: "بصفتي مخرجًا، تم اعتباري تلقائيًا "مديرًا تنفيذيًا للإنتاج" من قبل النقابة، وبحكم التعريف، تعرضت للتمييز. لكن بقاء توني دون أي اعتماد سيكون أمرًا غير عادل حقًا". بعد الشكاوى، منحت نقابة الكُتاب الأمريكية اعتمادا لجيليام وجريسوني بالإضافة إلى كوكس وديفيز، لكن غيليام استقال من النقابة بسبب النزاع. قال غيليام إن عملية التحكيم "هي حقًا غرفة النجوم "، مدعيًا أنها استغرقت عملاً أكثر من السيناريو نفسه. نشأت مشاكل مماثلة بالنسبة للفيلم رونين. بحسب المخرج جون فرانكنهايمر، "يجب أن تقرأ الاعتمادات: قصة بقلم جي دي زيك، سيناريو لديفيد ماميت. لم نقم بتصوير سطر من نص زيك." وبدلاً من ذلك، حصل ماميت على اعتماد باسم مستعار. بعد الجدل حول اعتمادات فيلم "wag the dog"، قرر ماميت ربط اسمه فقط بالأفلام التي هو كاتبها الوحيد. أدى الخلاف حول قرار التحكيم 2-1 الذي يحرم جورج كلوني من الحصول على اعتماد كتابي لشركة ليذر هيدز إلى أن يصبح كلوني عضوًا ماليًا أساسيًا في نقابة الكُتاب الأمريكية، وليس عضوًا نشطًا. كتب مايكل فليمنج فيلم فاريتي أن "كلوني تولى مشروعًا ضعيفًا عمره 17 عامًا وحصل على الضوء الأخضر بعد أن أعطى السيناريو شخصيًا إصلاحًا شاملاً حوله إلى كوميديا لولبية"، مع تأكيد كلوني أنه كتب تقريبًا النص بأكمله، ولكن تم تسجيل دنكان برانتلي وريك رايلي فقط اللذان توصلا إلى المفهوم الأصلي.